# Classe di altezze
La locuzione classe di altezze (talvolta all'inglese pitch class) è un concetto proprio dell'analisi musicale, nella fattispecie del suo approccio insiemistico.

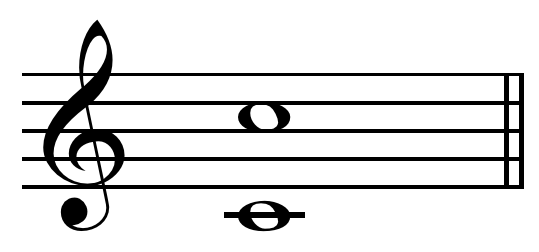
Ottava perfetta

In musica, una classe di altezze è un insieme di tutte le altezze che sono presenti ad un numero intero di ottave di distanza: per esempio, la classe di altezze Do consiste di tutti i Do in tutte le ottave.